# Linea trapezoidea

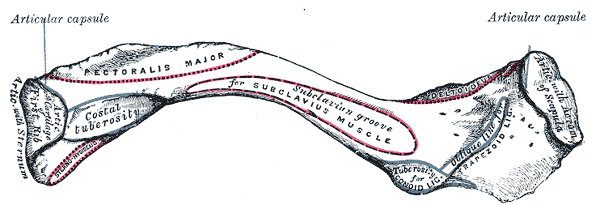
A kulcscsont (a középen jobbra lehet látni a vonulatot)

A linea trapezoidea egy a tuberculum conoideumtól harántirányban futó vonulat, mely a kulcscsonton (clavicula) található és a ligamentum trapezoideumnak biztosít tapadási helyet.

## Külső hivatkozások
- Definíció
- Definíció Archiválva 2010. március 2-i dátummal a Wayback Machine-ben
- Definíció